# Пје дел Сасо (Мачерата)
Пје дел Сасо (итал. Pie' del Sasso) насеље је у Италији у округу Мачерата, региону Марке.
Према процени из 2011. у насељу је живело 83 становника. Насеље се налази на надморској висини од 672 м.